# A romániai magyar irodalom fotódokumentációja
Romániai magyar vonatkozásban sokáig legfeljebb csak alkalmi felvételekről és családi albumok véletlenszerű anyagáról beszélhettünk.
A helikonisták egyik marosvécsi találkozójáról Kemény János készített amatőrfilmet. A zilahi Kovács Károly a két világháború között fellépő fiatalabb írónemzedéket örökítette meg művészi fényképeivel (Bözödi György, Kéki Béla, Koós Kovács István, Kovács Katona Jenő, Nagy István képei, Pásztortűz-felvételek). Sok felvételt közöltek az egykorú sajtótermékek is, ezek ma jelentős kordokumentum-értéket képviselnek, nyomdatechnikailag viszont többnyire reprodukálhatatlanok.
Felhasználhatóság szempontjából jelentősebbek a magángyűjtemények, amelyek közül Jancsó Eleméré, Kemény Jánosnéé, Molter Károlyé és Olosz Lajosé értékes. Gazdag és jelentős a kolozsvári Egyetemi Könyvtár fényképgyűjteménye: ide került az a fénykép- és negatív-anyag is, amelyet Szabó Dénes, a több évtizedes múltra visszatekintő kolozsvári Fotofilm cég fényképésze és anyagának örököse gyűjtött össze és adott át, benne saját, százakra menő kolozsvári színielőadásokról készült felvételeivel. Hasonló művészettörténeti – s irodalmi vonatkozásokban is gazdag – gyűjteménye van a Kolozsvári Állami Magyar Színház könyvtárának is. Mindez az anyag még feldolgozatlan és kiadatlan.
A fényképezést Józsa Béla állította a munkásmozgalmi törekvések szolgálatába, s – szociofotó-felvételeiből 1929-30-ban Kolozsvárt dokumentumkiállítást szervezett a Munkássegély javára. Temesvárt Roth Lászlóval az élen működött egy szociofotó-csoport, s 1939-ben Méliusz József szociofotó-felvételeivel jelent meg Nagy István Külváros c. munkája Kolozsvár munkásnegyedeiről. E szocofotós gyakorlat elméletét Moholy-Nagy László adta meg A fotográfia napjaink objektív látási formája c. tanulmányával a Korunkban (1933/12).
Magával a fényképészettel mint művészettel esztétikai szempontból foglalkozott a Korunk; több fotószaklap közül kiemelkedett a két világháború között a Romániai Fényképészek Országos Szövetségének magyar nyelvű lapja, a Fotografia.
1944 után másfél évtizeden át az irodalmi élet fotókrónikásai továbbra is az amatőrök, esetenként a napilapok fotóriporterei. Az irodalmi élet rendszeres fényképezéséről csak a marosvásárhelyi Új Élet megjelenése (1958) óta beszélhetünk. Itt született meg Erdélyi Lajos fotóművész és Marx József gazdag fotótékája, amelyhez később csatlakozott a napi- és hetilapok hasonló fényképgyűjteménye, Kolozsvárt pedig a Korunk és az Utunk szerkesztői igényével párhuzamosan alakult ki Asztalos Sándor írói arcképcsarnoka. Ugyancsak Kolozsvárt szerzett művészi nevet Csomafáy Ferenc, itt folytatta művészi tevékenységét Szabó Dénes, nemcsak az író-személyiségek és irodalmi események, hanem a színházi élet megörökítésével is. Ez az öt név jegyzi az 1971-es Kántor-Láng-féle Romániai magyar irodalom 1945-1970 áttekintően összeállított fényképanyagát.
Írókat mutatunk be c. alatt Erdélyi Lajos 20 író (Kós Károly, Franyó Zoltán, Molter Károly, Olosz Lajos, Salamon László, Bartalis János, Endre Károly, Kacsó Sándor, Kemény János, Szilágyi András, Nagy István, Szemlér Ferenc, Balogh Edgár, Horváth Imre, Horváth István, Méliusz József, Kovács György, Kiss Jenő, Bözödi György és Mikó Imre) otthoni mindennapját örökítette meg a Közelképek c. kötetben (1974), Marosi Ildikó interjúit a televízió tette szemléletessé. Fotóművészet és irodalom közvetlen együttműködését jelzi Kabán József közös kötete Palocsay Zsigmond költővel (Felnőttek mesekönyve, 1977).
Megyei méretekben a marosvásárhelyi, sepsiszentgyörgyi és székelyudvarhelyi múzeum gyűjti irodalmi vonatkozású fényképeinket. Példaadó Fóris Pál működése, aki 1974-ben kétnyelvű katalógust szerkesztett, bemutatva a Sepsiszentgyörgyi Múzeum fényképtárának tárgy- és személynévmutatóval ellátott 1-1000. számú tételeit. Író-arcképeivel Székelyudvarhelyen Dávid Sándor, Sepsiszentgyörgyön Bartha Árpád tűnt fel. Nagyváradon Weiss István Ady-anyaga, színházi fotó-gyűjteménye és plakátjai, a Fáklya fotósának, Vilidár Istvánnak író-portréi jelentősek. Az irodalmi élet jelenségeinek rögzítése a Román Televízió magyar osztályának megalakulása, 1969 novembere óta a televízió és irodalom újszerű formáiban vált rendszeressé.